# Caballerocotyla marielenae
Caballerocotyla marielenae är en plattmaskart. Caballerocotyla marielenae ingår i släktet Caballerocotyla och familjen Capsalidae. Inga underarter finns listade i Catalogue of Life.